# Gouvernorat d'Alep
Le gouvernorat d'Alep est l'un des quatorze gouvernorats de Syrie ; il a pour capitale la ville d'Alep.

## Districts
Le gouvernorat est subdivisé en dix districts :

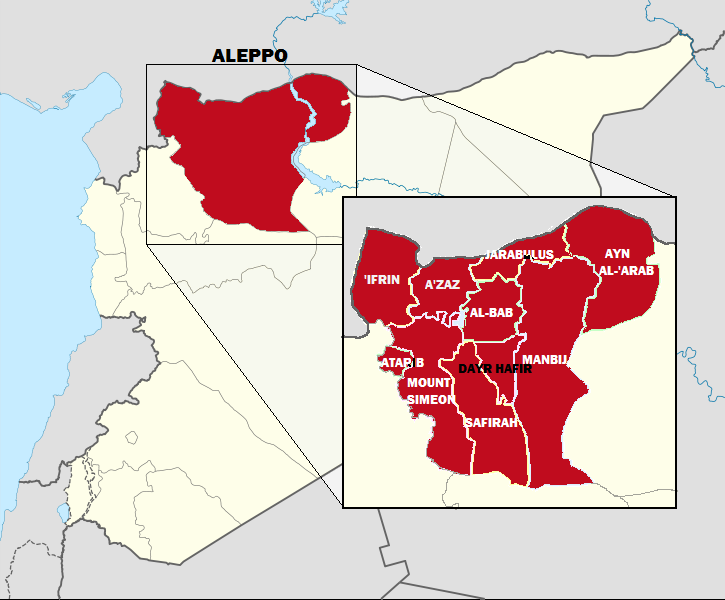
Le gouvernorat et ses districts.

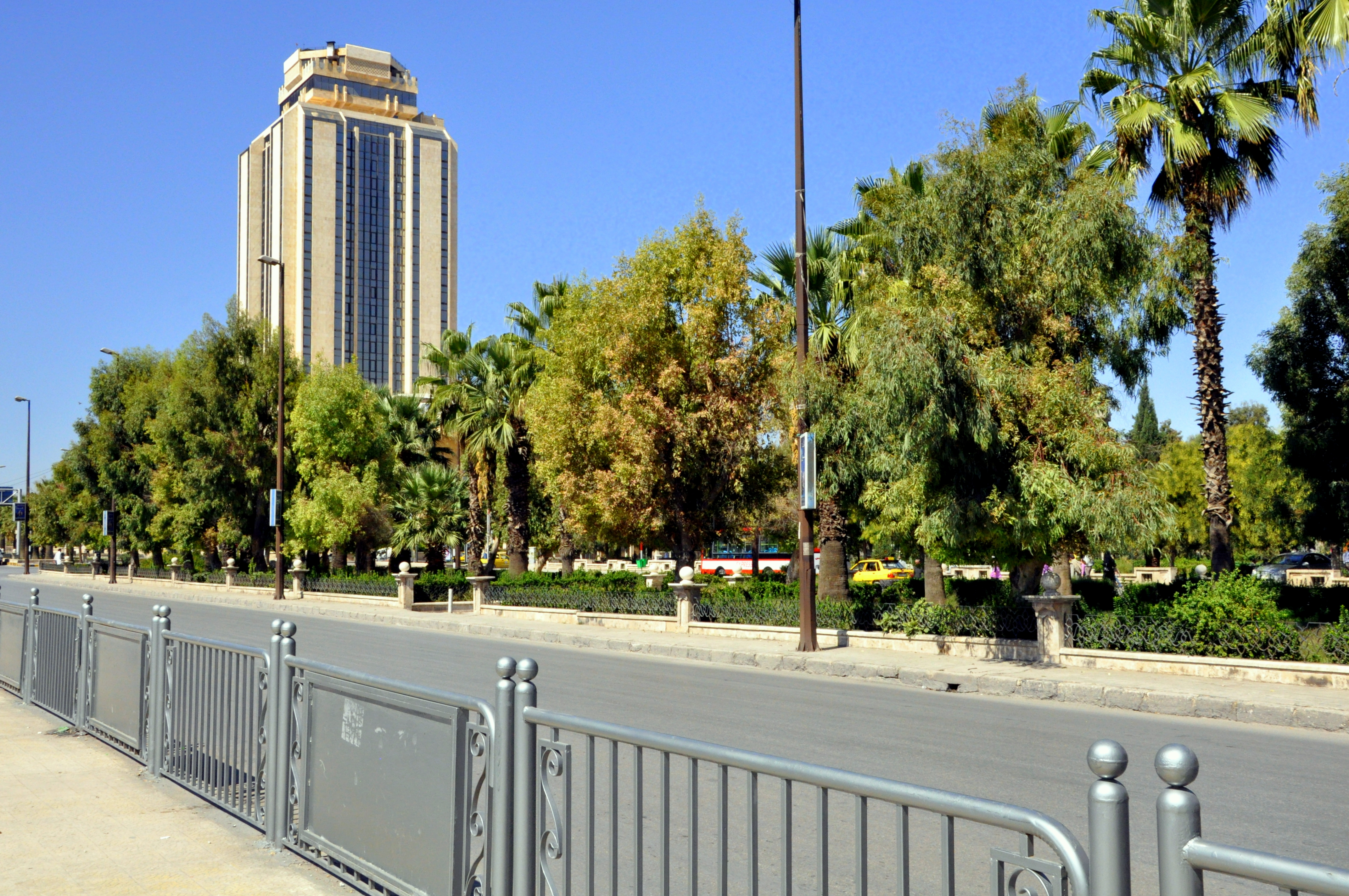
Hôtel de ville d'Alep, siège du gouvernorat et du conseil municipal

- Mont Siméon
- Afrin
- Aʻzāz
- As-Safira
- Al-Bab
- Dayr Hafir
- Manbij
- Jerablus
- Aïn al-Arab (Kobanê en kurde)
- Atarib

## Conseil du gouvernorat d'Alep ( 2013-2016)
Le 3 mars 2013 a eu lieu l'élection d'un conseil du gouvernorat d'Alep « en Turquie » selon le site du ministère français des affaires étrangères, « dans les zones libérées par l'Armée syrienne libre » selon son premier président Yahia Nanaa qui y a exercé un mandat d'un an, qui précise que ce conseil « est géré par une quarantaine de personnes élues par des représentants des quartiers », il est composé « de médecins, enseignants, ingénieurs..., de gens de la société civile qui ont commencé cette révolution pacifiquement, pour réclamer la liberté et la dignité de la population syrienne. Certains, comme moi, travaillaient déjà dans l'administration locale dépendant du régime, et ont fait défection quand la révolution a commencé ».